# Chick Churchill
Pour les articles homonymes, voir Churchill.
Chick Churchill (né Michael George Churchill le 2 janvier 1946 à Ilkeston, Derbyshire) est le claviériste du groupe rock britannique Ten Years After.

## Biographie
Il commence à jouer du piano à l'âge de six ans et étudie la musique classique avant ses quinze ans. Puis il s'intéresse au Rock et au Blues et rejoint les Sons of Adam à Nottingham. Il rencontre Alvin Lee des Jaybirds. Il est d'abord un roadie (technicien qui suit le groupe lors des tournées) avant de devenir le claviériste du groupe.
En 1967 le groupe change de nom et devient Ten Years After. Avec ce groupe il participe à de grand festival de rock, comme Woodstock en 1969 ou l'île de Wight le 29 août 1970.
En 1973, il produit son unique album solo, You and me, il y est entouré de musiciens connus. Dont Martin Barre de Jethro Tull à la guitare, Bernie Marsden aussi à la guitare de Babe Ruth et Whitesnake, Roger Hodgson de Supertramp à la guitare et à la basse, Rick Davies aussi de Supertramp curieusement à la batterie, le batteur Cozy Powell, ainsi que le chanteur de Wild Turkey et du English Rock Ensemble Gary Pickford-Hopkins. Il fait aussi appel à ses deux congénères de Ten Years After, Leo Lyons et Ric Lee.
Le groupe est dissous en 1975 et Churchill devient manager pour Chrysalis Music, label indépendant créé par Chris Wright et Terry Ellis qui a produit Ten Years After. En 1977, il quitte Chrysalis Music et crée Whitsett Churchill Music Publishing avec Tim Whitsett, qui produit et promeut des artistes américains et plus spécifiquement du sud des États-Unis.
En 1983, Ten Years after se reforme avec Alvin Lee et publie l'album live The Friday Rock Show Sessions - Live At Reading 1983 et le concert est retransmis sur les ondes de One FM lors de l'émission The Friday Rock Show le 28 août 1983. Puis en 1988, ils se retrouvent de nouveau pour quelques concerts et produisent l'album studio About time en 1989 avec le producteur Terry Manning à Memphis. Ils participent à l'Eurowoodstock Festival à Budapest.
En 2003, les 3 membres du groupe Chick Churchill, Leo Lyons et Ric Lee décident de poursuivre l'aventure en remplaçant Alvin Lee par le guitariste chanteur Joe Gooch et enregistrent l'album Now. En 2008, nouvel album studio Evolution, toujours avec Joe Gooch comme guitariste et chanteur et les 3 membres restants.
En 2017, changement de personnel, le guitariste Joe Gooch et le bassiste originel Leo Lyons quittent Ten Years After pour être remplacés par Marcus Bonfanti et Colin Hodgkinson respectivement. C'est cette formation que l'on retrouve sur le dernier album studio A Sting in the Tale.

## Discographie

### Solo
- 1973 : You and me Sur le label Chrysalis – CHR 1051

Avec Roger Hodgson, Rick Davies, Martin Barre, Gary Pickford-Hopkins, Cozy Powell, Ric Lee et Leo Lyons.

### Ten Years After
Voir Discographie de Ten Years After

### Woodstock
- 1970 : Music From The Original Soundtrack And More Artistes variés - Ten Years After ont joué I'm Going Home.